# Carmelo Amania
Carmelo Amania (noto anche come Lido paffias club) è un album discografico di Brigantony contenente due brani teatrali, non musicali.

## Tracce
1. Carmelo Amania (prima parte) – 15:00 (R.Cambria)
2. Carmelo Amania (seconda parte) – 15:00 (R.Cambria)